# Daddy Gaoh
Daddy Gaoh (* 1906 in Matankari; † 25. März 1973 in Niamey; auch Dady Gaoh) war ein nigrischer Politiker.

## Leben
Daddy Gaoh stammte von den Herrschern von Aréoua ab. Er besuchte bis 1927 die höhere Grundschule in Ouagadougou und trat anschließend als Gehilfe in den Dienst der französischen Kolonialverwaltung. Er arbeitete zunächst in Gaya, ab 1932 in Tessaoua, ab 1947 in Birni-N’Konni und ab 1949 in Niamey, der Hauptstadt Nigers. Gaoh schloss sich der Nigrischen Fortschrittspartei (PPN-RDA) an, deren zweiter stellvertretender Vorsitzender er 1949 wurde. Im Juni 1950 stieg er zum Parteivorsitzenden auf. In diesem Amt folgte ihm 1956 Boubou Hama nach. Daddy Gaoh zog in diesem Jahr berufsbedingt nach Tessaoua, wo er 1957 Vorsitzender der lokalen Parteisektion des PPN-RDA wurde. Danach übersiedelte er, inzwischen als höherer Beamter, nach Dogondoutchi. Im Jahr 1959 wurde er zunächst stellvertretender Kreiskommandant von Dogondoutchi, dann stellvertretender Kreiskommandant von Tessaoua und schließlich Kreiskommandant von Tessaoua. Er ging 1962 als Staatsbediensteter in den Ruhestand.
Im seit 1960 unabhängigen Niger bildete der PPN-RDA unter Staatspräsident Hamani Diori die Einheitspartei. Der Sawaba, die wichtigste konkurrierende Partei in den Jahren vor der Unabhängigkeit, war verboten. 1964 wurde Daddy Gaohs Sohn Hamissou hingerichtet, weil er als Sawaba-Aktivist einen Umsturz der Regierung Dioris geplant hatte. Daddy Gaoh übernahm für den PPN-RDA noch einmal ein hohes Amt, als er von 1966 bis 1970 als Bürgermeister von Niamey eingesetzt war. Zudem war er bis zu seinem Tod 1973 Großkanzler der Nationalorden und Mitglied der Verfassungskammer des Höchstgerichts.

## Ehrungen
- Ritter des Orden vom Schwarzen Stern (1948)
- Kommandeur (1962) und Großoffizier (1966) des Nationalordens Nigers
- Kommandeur der Ehrenlegion[3]
- Straßenbenennung der Avenue Daddy Gaoh in Niamey (1973)[4]